# Caracat
El caracat es un híbrido entre un caracal (Caracal caracal) y un gato abisinio (Felis silvestris catus).
En 1998, hubo un caso de un caracal que se hibridó con un gato doméstico en el Zoológico de Moscú. Esto fue totalmente accidental.
Hoy en día, se producen híbridos intencionalmente, para tenerlos como animales domésticos exóticos.

## Descripción
El caracat es de un mayor tamaño que el gato abisinio, pero menor que el del caracal.
Son de igual que color que el caracal aunque no tan directamente, pero se pueden visualizar los pelillos sobresalientes en las puntas de las orejas, de color negro. Sus rasgos faciales son muy parecidos a los del caracal.
Su tamaño es de alrededor de 35 centímetros de alto, de las patas a los hombros y pueden llegar a un peso de 13-14 kilos.
Estos híbridos salen fértiles, con la capacidad de reproducirse entre ellos. Las crías de estos, salen con un menor tamaño y peso.

## Comportamiento
Los híbridos directos, se sabe que pueden ser algo inquietos y juguetones. No son buenos como mascotas por sus actitudes salvajes, pero los híbridos que vienen como resultado del junte de dos híbridos, tienen una conducta más parecida al gato doméstico.